# Porcellio werneri
Porcellio werneri là một loài chân đều trong họ Porcellionidae. Loài này được Strouhal miêu tả khoa học năm 1929.